# Hỏa hoàng đỏ
Hỏa hoàng đỏ (danh pháp hai phần: Ascocentrum ampullaceum) là một loài thực vật thuộc họ Lan.

## Hình ảnh

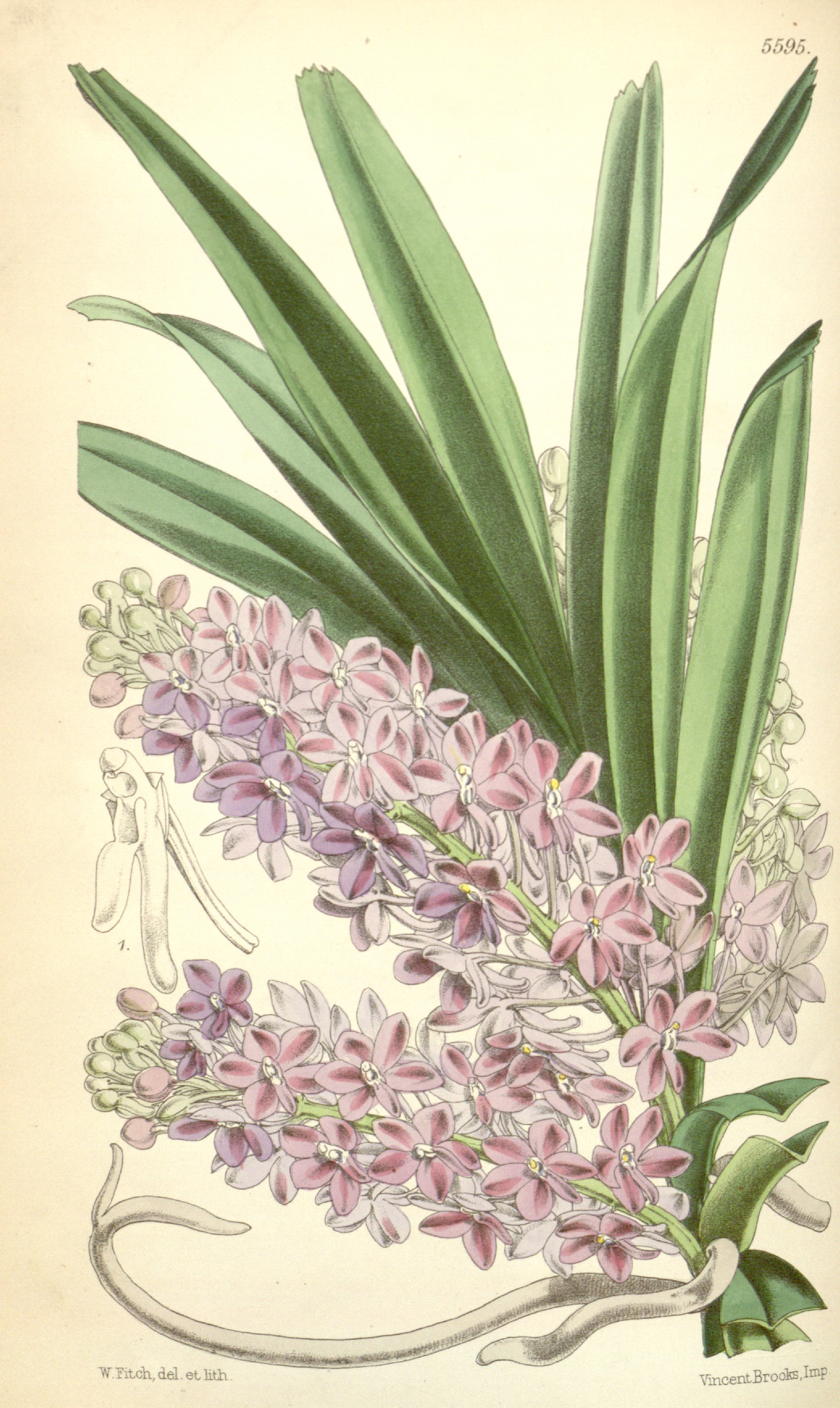